# روس كوكريل
روس كوكريل (بالإنجليزية: Ross Cockrell)‏ هو لاعب كرة قدم أمريكية أمريكي، ولد في 6 أغسطس 1991 في فارمنغتون هيلز في الولايات المتحدة.

## وصلات خارجية
- روس كوكريل على موقع مرجع كرة القدم المحترفة.كوم (الإنجليزية)